# Лопухов Ілля Миколайович
Ілля Миколайович Лопухов (рос. Илья Николаевич Лопухов; 25 травня 1986) — російський тренер з біатлону і лижних перегонів.

## Життєпис
Народився в місті Одинцово Московської області в родині заслуженого тренера СРСР Миколи Лопухова.
У 2008 році закінчив РДУФКСіТ.
Працював тренером з біатлону у СДЮСШОР № 43 міста Москва.
У серпні 2018 року разом зі своїми вихованками Катериною Бех, Анастасією Рассказовою та Оксаною Москаленко переїхав в Україну.

## Особисте життя
Одружений. Виховує сина Дмитра і доньку Анастасію.